# پاملا هایدن
پاملا هایدن (انگلیسی: Pamela Hayden؛ زادهٔ ۲۸ نوامبر ۱۹۵۳) یک هنرپیشه و صداپیشه اهل ایالات متحده آمریکا است. 
از فیلم‌ها یا برنامه‌های تلویزیونی که وی در آن نقش داشته است می‌توان به سیمپسون‌ها اشاره کرد.